# Dieter Schmidmaier
Dieter Schmidmaier (* 29. November 1938 in Leipzig) ist ein deutscher Bibliothekar.

## Leben
Schmidmaier studierte an der Humboldt-Universität Berlin als Zweitfach Physik sowie als Hauptfach Bibliothekswissenschaft bei Horst Kunze und machte einen Abschluss als wissenschaftlicher Bibliothekar. Er war Mitglied der SED.
Ab 1962 war Schmidmaier als Assistent und von 1967 bis 1988 als Direktor der Bibliothek bzw. des Wissenschaftlichen Informationszentrums der Bergakademie Freiberg tätig. Im Jahr 1970 promovierte er an der Bergakademie mit einer Arbeit zum Thema „Die bibliothekarische Wissenschaftspädagogik im deutschsprachigen Raum: Ihre Vorgeschichte, ihr Stand und ihre spezifischen Aufgaben in der DDR“.
Im Jahr 1988 wechselte Schmidmaier an die Deutsche Staatsbibliothek Berlin, deren Generaldirektor er von 1989–1991 war. 1989 habilitierte (Promotion B) er sich an der Humboldt-Universität Berlin mit einer Arbeit zum Thema „Fachliche Bibliotheksnetze in Natur- und Technikwissenschaften in der DDR: gesellschaftliche Erfordernisse, wissenschaftswissenschaftliche Voraussetzungen und Realisierungsmöglichkeiten“. Nach der deutschen Wiedervereinigung wurden zum 1. Januar 1992 die Deutsche Staatsbibliothek und die Staatsbibliothek Preußischer Kulturbesitz unter dem Namen Staatsbibliothek zu Berlin – Preußischer Kulturbesitz zusammengeführt und Schmidmaier ging im 54. Lebensjahr in den vorzeitigen Ruhestand.
Schmidmaier beschäftigte sich unter anderem mit Methodiken und Techniken des wissenschaftlichen Arbeitens sowie insbesondere mit Nutzerschulungen. Er wurde als erster Vertreter eines sozialistischen Staates zum Vizepräsidenten der International Association of University Libraries (IATUL) gewählt.

## Auszeichnungen
- Bibliotheksrat[6]